# روبرت ريتشاردسون (طيار)
روبرت ريتشاردسون (بالإنجليزية: Robert Richardson)‏ هو طيار أسترالي، ولد في 13 مايو 1941 في ملبورن في أستراليا.